# Olivera
Olivera je žensko osebno ime.

## Izvor imena
Olivera je ženska oblika imena Oliver.

## Izpeljanke imena
Oliva, Oliverica, Olivia, Olivija

## Pogostost imena
Po podatkih Statističnega urada Republike Slovenije je bilo na dan 31. decembra 2007 v Sloveniji 172 oseb z imenom Olivera.

## Osebni praznik
Ime Olivera je v koledarju uvrščeno k imenu Oliver.